# ماتيوسز بوجوسز
ماتيوسز بوجوسز (مواليد 22 أغسطس 2001)، لاعب كرة قدم بولندي يلعب في مركز الوسط المهاجم في نادي ليدز يونايتد.

## روابط خارجية
- ماتيوسز بوجوسز على موقع الدوري الأمريكي (الإنجليزية)
- ماتيوسز بوجوسز على موقع قاعدة بيانات كرة القدم.إي يو (الإنجليزية)
- ماتيوسز بوجوسز على موقع ناشيونال فوتبول تيمز (الإنجليزية)
- ماتيوسز بوجوسز على موقع Soccerway.com (الإنجليزية)